# (2061) Анса
(2061) Анса (исп. Anza) — околоземный астероид из группы Амура (III), который был открыт 22 октября 1960 года американским астрономом Генри Джикласом в обсерватории Лоуэлла и назван в честь испанского путешественника XVIII века Хуана Баутиста де Анса.

Орбита астероида Анса и его положение в Солнечной системе
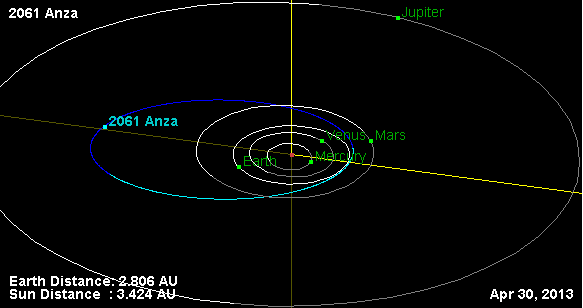
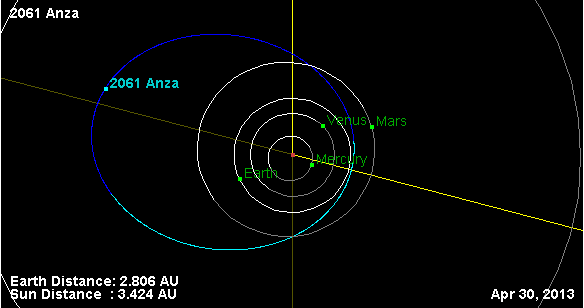